# 제59병기여단
제59병기여단(59th Ordnance Brigade)은 버지니아주 포트 그레그-애덤스에 있는 미국 육군 병기대의 훈련여단으로, 병기학교에서 장병에게 병기의 배송, 저장, 정비와 대량살상무기인 핵무기와 화학무기에 대한 관리감독을 가르치고 있다.
어깨소매휘장은 1980년 4월 18일, 고유부대휘장은 1969년 5월 12일에 승인되었다.

## 역사
1943년에 제331병기대대로 구상되어 루이지애나주 캠프 리빙스턴에서 창설되었다. 같은 해, 대대는 커져서 제59병기단이 된 뒤, 유럽 전선에서 중앙 유럽과 라인란트 전역에 참가하였다.
한국 전쟁이 발발하자,1950년 8월부터 1951년 11월 10일까지 활약한 제8046부대 병기야전단의 뒤를 이어 제8군의 지원부대로서 한국 전쟁에 참전하였다.
1962년 독일에서 미국 유럽 육군과 제7군의 탄약담당부대로 소집되었다. 1969년 4월 25일에 유럽 전구군지원사령부(TASCOMEUR)로 전속되었다. 977년 8월 22일에 본부 및 본부대대에 2개 병기대대와 5개 포병단으로 편성된 제59병기여단으로 개편되었다. 예하 부대는 독일과 네덜란드에 35개 도시에 널리 퍼져 주둔하였다. 유럽 대륙의 NATO 회원국을 지원하였다. 독일의 재통일에 뒤이어 바르샤바 조약 기구의 붕괴로 냉전이 끝나자, 1992년 10월 15일에 집행된 미국 유럽 육군 및 제7군 본부의 영구 명령 제129-3호에 따라 해산하였다.
1994년 10월 1일, 앨라배마주의 레드스톤 실험장에서 새소집되어 병기 유도탄 및 탄약관 및 학교의 교육부대로 지정되었고, 학교는 2002년 10월 3일에 병기탄약전기정비학교(OMEMS)로 개편되었다. 2011년 모든 병기대의 교육훈련과정이 버지니아주 포트 리의 병기학교로 통합됨에 따라 제59병기여단 또한 포트 리로 이사하였다.

## 부대

### 현재
- 제16병기대대, 버니지아주 포트 리
- 제832병기대대, 버니지아주 포트 리
- 제73병기대대, 플로리다주 이글린 공군기지
  - 포트 실 병기훈련분견대, 오클라호마주
  - 포트 아이젠아워 병기훈련분견대, 미주리주
- 미국 해병대 분견대

### 1976년 6월
- 제59병기여단 본부 및 본부중대 - 피르마젠스 Husterhoeh 막사
- USA Permissive Action Link 파견대, 피르마젠스 Husterhoeh 막사
- 제563병기중대 (정비) (종합 지원) - 비스바덴 캠프 Pieri
- 제579병기중대 (종합 정비), 노이울름 넬슨 막사 - 제3병기대대로 재배속.
- 제165통신중대, 피르마젠스 Husterhoeh 막사
- 제41병기중대 (탄약 Conventional), 카이저슬라우테른 - 제3병기대대로 재배속.
- 제22항공파견대, 피르마젠스 Husterhoeh 막사
- 제3병기대대 (전구 지원)
  - 제3병기대대 본부 및 본부중대, 피르마젠스 Husterhoeh 막사 - 1977년~1991년 특수병력대대, 전구지원대대
  - 제9병기중대 (특수 탄약) (전구 지원, DS/GS), Miesau 육군창 - 제72병기대대에서 제3병기대대에 재배속.
  - 제164헌병중대 (물리 경비), Miesau 탄약창 - 제72병기대대에서 제3병기대대로 재배속.
  - 제330병기중대 (화학 탄약), Site 59 Clausen, Admin HQ Muenchweiller 막사 - 스틸 박스 작전/골든 파이선 작전
  - 제110헌병중대 (물리 경비), Site 59 Clausen, Admin HQ Muenchweiller 막사 - 스틸 박스 작전/골든 파이선 작전
  - 제41병기중대 (탄약 Conventional), 카이저슬라우테른 라인 병기막사 - 제3병기대대로 재배속.
  - 제41병기파견대 (Conventional 탄약 및 랜스 유도탄), Fischbach 육군창 - 제3병기대대로 재배속.
  - 제563병기중대 (정비) (종합 지원), Wiesbaden 캠프 Pieri - 제3병기대대로 재배속.
  - 제579병기중대 (종합 정비), Neu-Ulm 넬슨 막사 - 제3병기대대로 재배속.
  - 제4병기중대 (GM 정비), Miesau 육군창 - 제3병기대대로 재배속.
- 제72병기대대 (탄약)
  - 제72병기대대 본부 및 본부분견대, Miesau 육군창
  - 제4병기중대 (종합 정비), Miesau 육군창 - 제3병기대대로 재배속.
  - 제6헌병중대 (물리 지원), NATO 111, Muenster-Dieburg (Muna) 막사
  - 제9병기중대 (특수 탄약) (전구 지원, DS/GS), Miesau 육군창- 제3병기대대로 재배속.
  - 제164헌병중대 (물리 지원), 탄약창, Miesau - 제3병기대대로 재배속.
  - 제545병기중대 (정비), NATO 111, Muenster-Dieburg (Muna) 막사
  - 제619병기중대 (특수 탄약) (Dep Spt), Kriegsfeld 탄약창
  - 제558헌병중대 (물리 경비), Kriegsfeld 탄약창
- 제197병기대대 (탄약)
  - 제197병기대대 본부 및 본부분견대, Fischbach-Kaserne, Fischbach
  - 제64병기중대 (특수 탄약) (DS/GS), Fischbach 막사 - 제9병기중대의 전구 지원 임무를 보조.
  - 제165헌병중대 (물리 경비), Fischbach 막사
  - 제525병기중대 (특수 탄약) (Dep 지원), Ordnance Area, Siegelsbach
  - 제556헌병중대 (물리 경비), Siegelsbach 병기지역
- 제5포병단 (Wh Spt)
  - 제5포병단 본부 및 본부분견대, Stöckerbusch-Kaserne, Büren
  - 제27병기중대 (특수 탄약) (GS), Büren Stöckerbusch-막사
  - 제4야전포병파견대 (Msl Wh Spt) (HJ), Werl
  - 제33야전포병파견대 (Msl Wh Spt) (HJ), Dellbrück
  - 제43방공파견대 (Msl Wh Spt), Düren-Drove
  - 제66방공파견대 (Msl Wh Spt), Soest-Büecke
  - 제85야전포병파견대 (Msl Wh Spt) (HJ), Geilenkirchen
  - 제507th 방공파견대 (Msl Wh Spt), Hinsbeck
- 제294포병단 (Wh Spt)
  - 제294포병단 본부 및 본부분견대, 풀렌스부르크
  - 제99병기파견대 (Wh Spt), 풀렌스부르크
  - 제13USA야전포병파견대 (Msl Wh Spt) (HJ), Liliencron-Kaserne, Kellinghusen - SAS Kellinghusen
  - 제75야전포병파견대 (Msl Wh Spt) (HJ), 풀렌스부르크
- 제512포병단 (Wh Spt)
  - 제512포병단 본부 및 본부분견대, Günzburg
  - 제510병기중대 (특수 탄약) (GS), Günzburg
  - 제2U전포병파견대 (Msl Wh Spt) (HJ), 풀렌도르프
  - 제24야전포병파견대 (Msl Wh Spt) (HJ), Landsberg
  - 제36야전포병파견대 (Msl Wh Spt) (HJ), Hemau
  - 제74야전포병파견대 (Msl Wh Spt) (HJ), 플렌스부르크 비행장
  - 제84야전포병파견대 (Msl Wh Spt) (HJ), Großengstingen
- 제552포병단 (Wh Spt)
  - 제552포병단 본부 및 본부분견대, Mühlenberg-Kaserne, Sögel
  - 제162병기중대 (특수 탄약) (GS), Sögel Mühlenberg-막사
  - 제1야전포병파견대 (Msl Wh Spt) (HJ), Schill-Kaserne, Wesel - Brigade *TACOPS* Champion 1988
  - 제8야전포병파견대 (Msl Wh Spt) (HJ), 네덜란드 Steenwijk
  - 제23야전포병파견대 (Msl Wh Spt) (HJ), 네덜란드 't Harde
  - 제25야전포병파견대 (Msl Wh Spt) (HJ), Barme
  - 제32야전포병파견대 (Msl Wh Spt) (HJ), Nienburg
  - 제35방공파견대 (Msl Wh Spt), Hohenkirchen
  - 제42방공파견대 (Msl Wh Spt), Barnsdorf
  - 제51방공파견대 (Msl Wh Spt), Adelheide
- 제557포병단 (Wh Spt)
  - 제557USA포병단 본부 및 본부분견대, Aartalkaserne, Herborn
  - 제96병기중대 (특수 탄약) (GS), Aartalkaserne Herborn
  - 제3야전포병파견대 (Msl Wh Spt) (HJ), Salm-Kaserne, Philippsburg
  - 제7야전포병파견대 (Msl Wh Spt) (HJ), Treysa Harthberg 막사[2]
  - 제30야전포병파견대 (Msl Wh Spt) (HJ), 기센 Steuben Kaserne
  - 제52방공파견대 (Msl Wh Spt), Lippe
  - 제83야전포병파견대 (Msl Wh Spt) (HJ), 몬타바우어
  - 제501방공파견대 (Msl Wh Spt), Kilianstädten
- 제570포병단 (Wh Spt)
  - 제570포병단 본부 및 본부분견대, 한도르프
  - 제583병기중대 (특수 탄약) (GS), 한도르프
  - 제15야전포병파견대 (Msl Wh Spt) (HJ), 파더보른
  - 제22야전포병파견대 (Msl Wh Spt) (HJ), Sennelager Dempsey 막사
  - 제69야전포병파견대 (Msl Wh Spt) (HJ), 헤머
  - 제81야전포병파견대 (Msl Wh Spt) (HJ), 뒬멘
  - 제509방공파견대 (Msl Wh Spt), Vörden

## 기록

### 소속
- 제8군, 1951년 11월 10일
- 미국 유럽 육군, 1962년
- 유럽 전구군지원사령부, 1969년 4월 25일
- 훈련교리사령부, 1994년 10월 1일

### 계보
- 1943년, Headquarters Detachment, 331st Ordnance Battalion→제331병기대대, 본부 및 본부분견대
- 1943년, Headquarters and Headquarters Detachment, 59th Ordnance Group→제59병기단 본부 및 본부분견대
- 1951년, Headquarters and Headquarters Company, 59th Ordnance Group→제59병기단 본부 및 본부중대
- 1955년, 71st Ordnance Battalion→제71병기대대
- 1959년, Advanced Weapons Support Command (AWSCOM)→고등무기지원사령부
- 1962년 3월 24일, Special Ammunition Support Command (SASCOM)→특수탄약지원사령부
- 1972년, Special Ammunition Support Brigade (SAS Bde)→특수탄약지원여단
- 1977년 8월 22일, 59th Ordnance Brigade (59th Ord Bde)→제59병기여단, 본부 및 본부중대

### 전역
| 스트리머 그림 | 스트리머 이름   | 내역                                                                                               |
| ------------- | --------------- | -------------------------------------------------------------------------------------------------- |
|               | 제2차 세계 대전 | - 중앙유럽 전역 - 라인란트 전역                                                                    |
|               | 한국 전쟁       | - UN 하계-추계 공세 - 제2차 한국 동계 - 1952년 한국 하계-추계 - 제3차 한국 동계 - 1952년 한국 하계 |

### 스트리머
| 스트리머 그림 | 스트리머 이름     | 내역      |
| ------------- | ----------------- | --------- |
|               | 육군 공로부대표창 | 한국 전쟁 |

## 참고
1. 1 2 3  “59th Ordnance Brigade” (영어). 문장학 연구소. 2016년 4월 23일에 원본 문서에서 보존된 문서. 2017년 2월 7일에 확인함.
2. ↑  “previoUnited States Harthberg Kaserne” (독일어). 2016년 4월 23일에 원본 문서에서 보존된 문서. 2017년 2월 8일에 확인함.

- “59th Ordnance Brigade”. 《US Army in Germany》 (영어). 2020년 1월 5일에 확인함.
- “59th Ordnance Brigade”. 《globalsecurity.org》 (영어). 2020년 1월 5일에 확인함.